# چوی جه سونگ
چوی جه سونگ (کره‌ای: 최재성؛ زادهٔ ۱۸ نوامبر ۱۹۶۴) بازیگر اهل کره جنوبی است. چوی فعالیتش را با ایفای نقش در مجموعه تلویزیونی کی‌بی‌اس به نام دفتر خاطرات یک دانش آموز دبیرستانی در سال ۱۹۸۴ آغاز کرد. چوی از طریق ایفای نقش در درختی که با عشق شکوفا می‌شود و تیم بیسبال لی جانگ هو به شهرت رسید.

## فیلم‌شناسی
- گزیده فیلم‌شناسی

### مجموعه تلویزیونی
- چشمان بامداد (۱۹۹۱)
- عصر مردان وحشی (۲۰۰۲)
- دریاسالار جاوید یی سون شین (۲۰۰۴)
- یون گه‌سومون (۲۰۰۶)
- گرگ و میش (۲۰۰۷)
- امپراتور آهن (۲۰۰۹)
- تاجر بزرگ (۲۰۱۰)[۴]
- خانواده کیمچی - کانگ دو شیک (۲۰۱۱)
- رؤیای فرمانروای بزرگ (۲۰۱۲)
- عشق انقلابی - بیون کانگ سو (۲۰۱۷)
- بازمانده برگزیده: ۶۰ روز - لی گوان موک (۲۰۱۹)
- زنی در پشت نقاب - جونگ هیون ته (۲۰۲۳)[۵]